# Chennebrun
Chennebrun est une commune française située dans le département de l'Eure en région Normandie.
Elle se situe à la frontière de l'ancien duché de Normandie et du royaume de France.

## Géographie

### Localisation
Chennebrun est une commune percheronne du sud du département de l'Eure, limitrophe de l'Orne et situé dans la vallée de l'Avre. Verneuil d'Avre et d'Iton se trouve à 13 km à vol d'oiseau au nord-est de Chennebrun, Chartres à 59 km au sud-est, Mortagne-au-Percheà 25 km au sud-ouest, et L'Aigle à 15 km au nord-ouest.
La route nationale 12 est aisément accessible depuis le village.
Le sentier de grande randonnée GR 22 passe le long du parc du château.

### Communes limitrophes
Les communes limitrophes sont  Armentières-sur-Avre et Beaulieu.

### Hydrographie
La commune est située dans le bassin Seine-Normandie et est drainée par plusieurs bras de l'Avre,.
L'Avre, d'une longueur de 80 km, prend sa source dans la commune de Tourouvre au Perche et se jette  dans l'Eure en limite de Montreuil et de Saint-Georges-Motel, après avoir traversé 29 communes. Une partie de ses eaux est captée en aval et alimente Paris en eau potable. L'eau de l'Avre rentre dans Paris par le viaduc de l'Avre construit par Gustave Eiffel sur la commune de Saint-Cloud (Hauts-de-Seine). Les caractéristiques hydrologiques de l'Avre sont données par la station hydrologique située sur la commune de Saint-Christophe-sur-Avre. Le débit moyen mensuel est de 0,35 m3/s. Le débit moyen journalier maximum est de 10,1 m3/s, atteint lors de la crue du 13 juin 2018. Le débit instantané maximal est quant à lui de 14,7 m3/s, atteint le 12 juin 2018. L'Avre constituait la limite entre l'ancien duché de Normandie et du royaume de France.
L’Hameçon chennebrunois est le club de pêche du village.

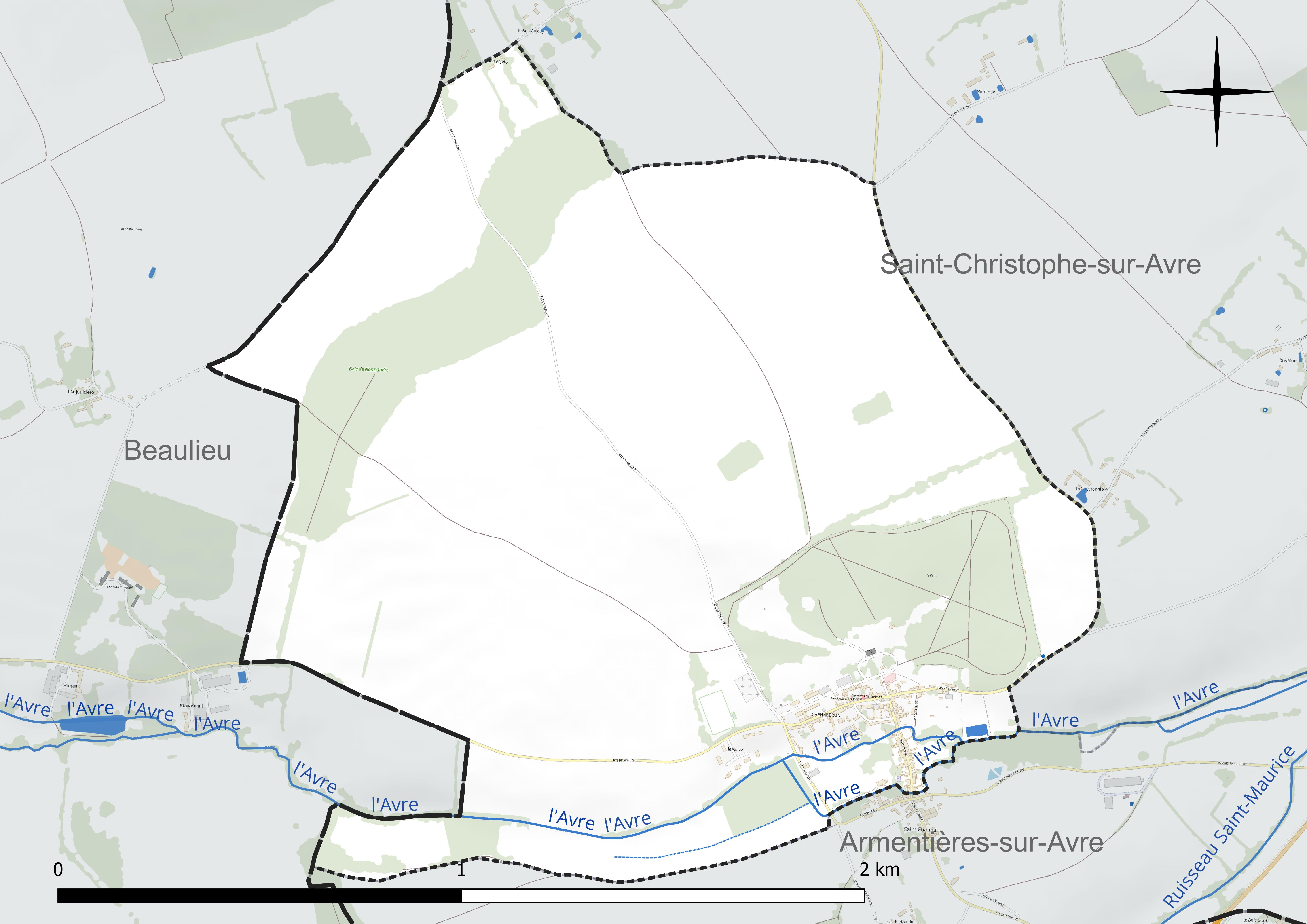
Réseau hydrographique de Chennebrun.

### Climat
Pour des articles plus généraux, voir Climat de la Normandie et Climat de l'Eure.
En 2010, le climat de la commune est de type climat océanique dégradé des plaines du Centre et du Nord, selon une étude du CNRS s'appuyant sur une série de données couvrant la période 1971-2000. En 2020, Météo-France publie une typologie des climats de la France métropolitaine dans laquelle la commune est exposée à un climat océanique altéré et est dans la région climatique Normandie (Cotentin, Orne), caractérisée par une pluviométrie relativement élevée (850 mm/a) et un été frais (15,5 °C) et venté. Parallèlement le GIEC normand, un groupe régional d’experts sur le climat, différencie quant à lui, dans une étude de 2020, trois grands types de climats pour la région Normandie, nuancés à une échelle plus fine par les facteurs géographiques locaux. La commune est, selon ce zonage, exposée à un « climat contrasté des collines », correspondant au pays d'Ouche et au Perche et bénéficiant d’un caractère continental affirmé avec des précipitations atténuées et des amplitudes thermiques fortes.
Pour la période 1971-2000, la température annuelle moyenne est de 10 °C, avec une amplitude thermique annuelle de 13,8 °C. Le cumul annuel moyen de précipitations est de 724 mm, avec 11,9 jours de précipitations en janvier et 8,2 jours en juillet. Pour la période 1991-2020, la température moyenne annuelle observée sur la station météorologique la plus proche, située sur la commune de Beaulieu à 3 km à vol d'oiseau, est de 10,5 °C et le cumul annuel moyen de précipitations est de 836,7 mm,. Pour l'avenir, les paramètres climatiques de la commune estimés pour 2050 selon différents scénarios d’émission de gaz à effet de serre sont consultables sur un site dédié publié par Météo-France en novembre 2022.

## Urbanisme

### Typologie
Au 1er janvier 2024, Chennebrun est catégorisée commune rurale à habitat très dispersé, selon la nouvelle grille communale de densité à 7 niveaux définie par l'Insee en 2022.
Elle est située hors unité urbaine. Par ailleurs la commune fait partie de l'aire d'attraction de Verneuil d'Avre et d'Iton, dont elle est une commune de la couronne,. Cette aire, qui regroupe 24 communes, est catégorisée dans les aires de moins de 50 000 habitants,.

### Occupation des sols
L'occupation des sols de la commune, telle qu'elle ressort de la base de données européenne d’occupation biophysique des sols Corine Land Cover (CLC), est marquée par l'importance des territoires agricoles (81,5 % en 2018), une proportion identique à celle de 1990 (81,5 %). La répartition détaillée en 2018 est la suivante : 
terres arables (74,2 %), forêts (18,5 %), prairies (7 %), zones agricoles hétérogènes (0,3 %). L'évolution de l’occupation des sols de la commune et de ses infrastructures peut être observée sur les différentes représentations cartographiques du territoire : la carte de Cassini (XVIIIe siècle), la carte d'état-major (1820-1866) et les cartes ou photos aériennes de l'IGN pour la période actuelle (1950 à aujourd'hui).

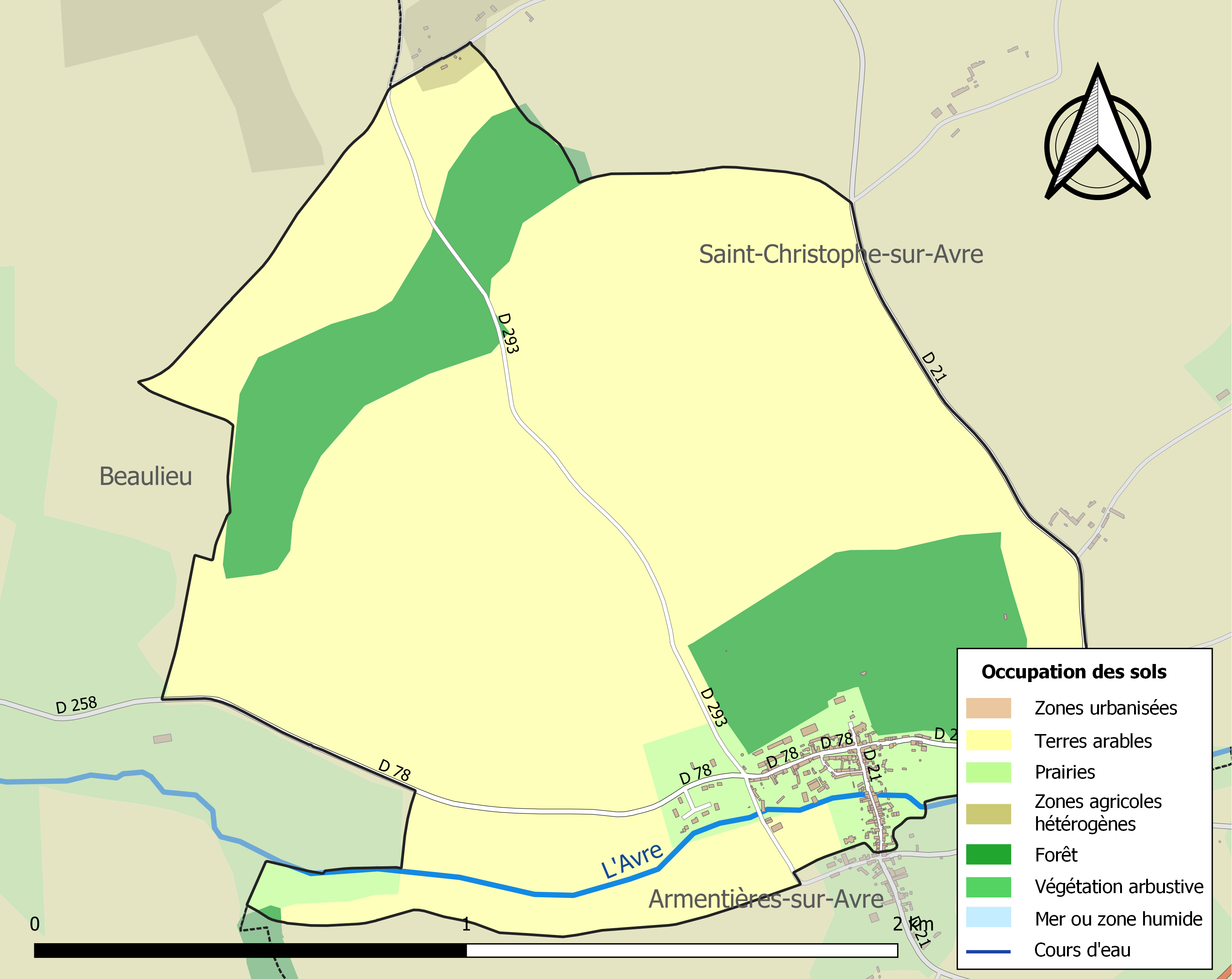
Carte des infrastructures et de l'occupation des sols de la commune en 2018 (CLC).

### Habitat et logement
En 2013 et 2018, le nombre total de logements dans la commune était de 90, alors qu'il était de 88 en 2008.
Parmi ces logements, 53,8 % étaient des résidences principales, 35 % des résidences secondaires et 11,3 % des logements vacants. Ces logements étaient pour 98,9 % d'entre eux des maisons individuelles et pour 0 % des appartements.
Le tableau ci-dessous présente la typologie des logements à Chennebrun en 2018 en comparaison avec celle de l'Eure et de la France entière. Une caractéristique marquante du parc de logements est ainsi une proportion de résidences secondaires et logements occasionnels (35 %) très supérieure à celle du département (6,3 %) et à celle de la France entière (9,7 %). Concernant le statut d'occupation de ces logements, 70,8 % des habitants de la commune sont propriétaires de leur logement (73,9 % en 2013), contre 65,3 % pour l'Eure et 57,5 % pour la France entière.
| Typologie                                               | Chennebrun | Eure | France entière |
| ------------------------------------------------------- | ---------- | ---- | -------------- |
| Résidences principales (en %)                           | 53,8       | 85,4 | 82,1           |
| Résidences secondaires et logements occasionnels (en %) | 35         | 6,3  | 9,7            |
| Logements vacants (en %)                                | 11,3       | 8,3  | 8,2            |

## Toponymie
Le nom de la localité est attesté sous les formes Chesnebrut en 1168, Chesnebrun en 1193, Chenebrun en 1202, Quercus Bruna en 1265, Quercus Fusca en 1471.
Quercum brunnum fin du XIIe siècle, littéralement « chêne brun », c'est-à-dire « noir ».
Le mot chêne est issu du gaulois *cassanos, signifiant « chêne ».

## Histoire

### Moyen Âge
Chennebrun se situe à la frontière existant aux XIe et XIIe siècles entre le royaume de France et le duché de Normandie. Le village frontière justifiait le château fort, dont il reste un vestige visible dans le parc de l'actuel édifice qui a succédé à la forteresse militaire, et qui date du XVIIe siècle.
Chennebrun était l'une des places fortes qui assuraient la défense de la Normandie. Face à elle, de l'autre côté de l'Avre, lui faisaient face le Thymerais et les châteaux de La Ferté-Vidame et de Brezolles, qui appartenaient aux puissants barons de Châteauneuf-en-Thymerais, fidèles serviteurs des rois de France.
En complément du château, les Fossés du Roy marquant cette frontière sont encore visibles dans le quartier du Moulin : ils avaient été creusés pour protéger pareillement le territoire normand de l'envahisseur potentiel français.
Le village est entouré de deux bois aux noms évocateurs de l'ancienne frontière : l'un s'appelle le bois de France et l'autre le bois de Normandie.

## Politique et administration

### Rattachements administratifs et électoraux

#### Rattachements administratifs
La commune se trouve dans l'arrondissement d'Évreux du département de l'Eure.
Elle faisait partie depuis 1801 du canton de Verneuil-sur-Avre. Dans le cadre du redécoupage cantonal de 2014 en France, cette circonscription administrative territoriale a disparu, et le canton n'est plus qu'une circonscription électorale.

#### Rattachements électoraux
Pour les élections départementales, la commune fait partie depuis 2014 d'un nouveau canton de Verneuil-sur-Avre porté de 14 à 40 communes.
Pour l'élection des députés, elle fait partie de la première circonscription de l'Eure.

### Intercommunalité
Chennebrun était membre de la communauté de communes du pays de Verneuil-sur-Avre, un établissement public de coopération intercommunale (EPCI) à fiscalité propre créé en 2001 et auquel la commune avait transféré un certain nombre de ses compétences, dans les conditions déterminées par le code général des collectivités territoriales.
Dans le cadre des dispositions de la loi portant nouvelle organisation territoriale de la République du 7 août 2015, qui prévoit que les établissements publics de coopération intercommunale (EPCI) à fiscalité propre doivent avoir un minimum de 15 000 habitants, cette intercommunalité a fusionné avec ses voisines pour former, le 1er janvier 2017, la communauté de communes Interco Normandie Sud Eure, dont est désormais membre la commune.

### Liste des maires
| Période                                  | Période                        | Identité                 | Étiquette | Qualité             |
| ---------------------------------------- | ------------------------------ | ------------------------ | --------- | ------------------- |
| Les données manquantes sont à compléter. |                                |                          |           |                     |
|                                          |                                |                          |           |                     |
| mai 1924                                 |                                | Jean Guillo              |           |                     |
|                                          |                                |                          |           |                     |
|                                          | 12 mai 1934                    | Jacques des Brosses      |           |                     |
| 12 mai 1934                              | 22 mai 1934                    | Louis Lenoury            |           |                     |
| 22 mai 1934                              | février 1957                   | Victor Patard            |           | Cultivateur         |
| février 1957                             | mars 1965                      | Georges Laisné           |           | Grainetier          |
| mars 1965                                | mars 1983                      | Jean Giroult des Brosses |           | Vicomte             |
| mars 1983                                | 2001                           | Raymond Gegu             |           | Cultivateur         |
| 2001                                     | avril 2014                     | Jean-Claude Couasnon     |           | Retraité menuiserie |
| avril 2014                               | juillet 2022                   | Jean-Claude Lanos        |           | Retraité            |
| juillet 2022                             | En cours (au 16 décembre 2022) | Charles-Alexandre Auvray |           | Brasseur            |

## Équipements et services publics
Une conciergerie solidaire, comprenant plusieurs services de commerces traditionnels ainsi qu'une agence postale — gérée dans le cadre de l’économie sociale et solidaire — a ouvert en 2021 dans l'ancienne boulangerie, alors que la commune était alors dépourvue de commerces,.

### Enseignement
Les enfants de la commune sont scolarisés avec ceux d'Armentières-sur-Avre, Gournay-le-Guérin, Saint-Christophe-sur-Avre et Saint-Victor-sur-Avre dans le cadre d'un regroupement pédagogique intercommunal (RPI) qui dispose d'écoles à Chennebrun et Saint-Christophe. À la rentrée 2021, l'école de Chennebrun compte trois classes.

## Population et société

### Démographie
L'évolution du nombre d'habitants est connue à travers les recensements de la population effectués dans la commune depuis 1793. Pour les communes de moins de 10 000 habitants, une enquête de recensement portant sur toute la population est réalisée tous les cinq ans, les populations de référence des années intermédiaires étant quant à elles estimées par interpolation ou extrapolation. Pour la commune, le premier recensement exhaustif entrant dans le cadre du nouveau dispositif a été réalisé en 2004.

En 2022, la commune comptait 100 habitants, en évolution de −9,09 % par rapport à 2016 (Eure : −0,25 %, France hors Mayotte : +2,11 %).
| 1793 | 1800 | 1806 | 1821 | 1831 | 1836 | 1841 | 1846 | 1851 |
| ---- | ---- | ---- | ---- | ---- | ---- | ---- | ---- | ---- |
| 355  | 392  | 427  | 366  | 373  | 353  | 303  | 313  | 340  |

| 1856 | 1861 | 1866 | 1872 | 1876 | 1881 | 1886 | 1891 | 1896 |
| ---- | ---- | ---- | ---- | ---- | ---- | ---- | ---- | ---- |
| 315  | 277  | 287  | 244  | 228  | 262  | 248  | 244  | 233  |

| 1901 | 1906 | 1911 | 1921 | 1926 | 1931 | 1936 | 1946 | 1954 |
| ---- | ---- | ---- | ---- | ---- | ---- | ---- | ---- | ---- |
| 250  | 234  | 236  | 215  | 196  | 188  | 193  | 240  | 215  |

| 1962 | 1968 | 1975 | 1982 | 1990 | 1999 | 2004 | 2006 | 2009 |
| ---- | ---- | ---- | ---- | ---- | ---- | ---- | ---- | ---- |
| 216  | 209  | 170  | 124  | 142  | 115  | 121  | 123  | 139  |

| 2014 | 2019 | 2022 | - | - | - | - | - | - |
| ---- | ---- | ---- | - | - | - | - | - | - |
| 114  | 107  | 100  | - | - | - | - | - | - |

### Cultes
Pour le culte catholique, le village fait partie de la Paroisse Sainte-Anne-du-Perche.

## Économie
La brasserie artisanale Boujou, créée par Charles-Alexandre Auvray, est implantée depuis 2018 dans l’ancienne caserne des pompiers. Elle a reçu plusieurs prix au concours international de Lyon de 2020.

## Culture locale et patrimoine

### Lieux et monuments
Le village présente une harmonie particulière de constructions, de couleurs et de matériaux (maisons, église, ponts, fermes, pigeonnier, granges).
On peut signaler : 
- Les Fossés du roy, anciens vestiges[33],[34], qui sont less vestiges de la frontière entre la France et la Normandie en bornant au sud le duché de Normandie et qui ont été réalisés entre 1158 et 1168. 
Ils sont composés d'un fossé et d'un talus composé de la terre provenant du fossé. 
Des portions importantes sur les 100 km du tracé initial existent encore : dans l'Orne à Bures (le Bois Fouquet), Sainte-Scolasse-sur-Sarthe (Fossé leroi), Saint-Agnan-sur-Sarthe (le Petit Jouet), Mahéru (Bel Erable), Moulins-la-Marche (la Bâchellerie, la Pothinière), Les Genettes, Les Aspres (la Campagne des Boulayes, la Campagne des Ardrillères, la Campagne des fossés, la Campagne des petits plants, la Brosse), Irai (la Marinetterie, Champ Hubert), Beaulieu (le Pommerai, le bas Breuil) ; dans l'Eure à Chennebrun, Saint-Christophe-sur-Avre (derrière le château d'eau), le Genetay, la Minglière, Les Barils (près de l'entrée de Center Parcs), Pullay (les Hayes Leroi), Verneuil-sur-Avre (la Chabotière), Bâlines (la Fainéanterie), Courteilles (les Maisons rouges, le Jarrier), Tillières-sur-Avre (la Haye Rault), Muzy (le Fossé du roi). 
Érigés pour briser l'élan de troupes à cheval, ils symbolisent la puissance du duc de Normandie, par ailleurs roi d'Angleterre, comte d'Anjou, duc d'Aquitaine. 
Malmenés par la mise en culture, par le remembrement, les portions existantes aujourd'hui demeurent dans des zones essentiellement boisées. Le fossé qui a toujours été à sec a servi pour les besoins de l'hydraulique entre Beaulieu et Chennebrun comme bief servant à conduire les eaux détournées de l'Avre sur les deux moulins principaux du secteur (d'où la position anormalement haute de la rivière de l'Avre à Chennebrun par rapport à son lit initial). 
Les Fossés royaux (re)connus depuis les travaux de Bernard Jouaux en 1978 et ceux de Denis Lepla en 1992 et 2006, bénéficient de mises en valeur récentes : rues portant leur nom (les Aspres, Courteilles), site aménagé et mis en valeur (les Genettes), circuits de promenades (Saint-Christophe-sur-Avre).

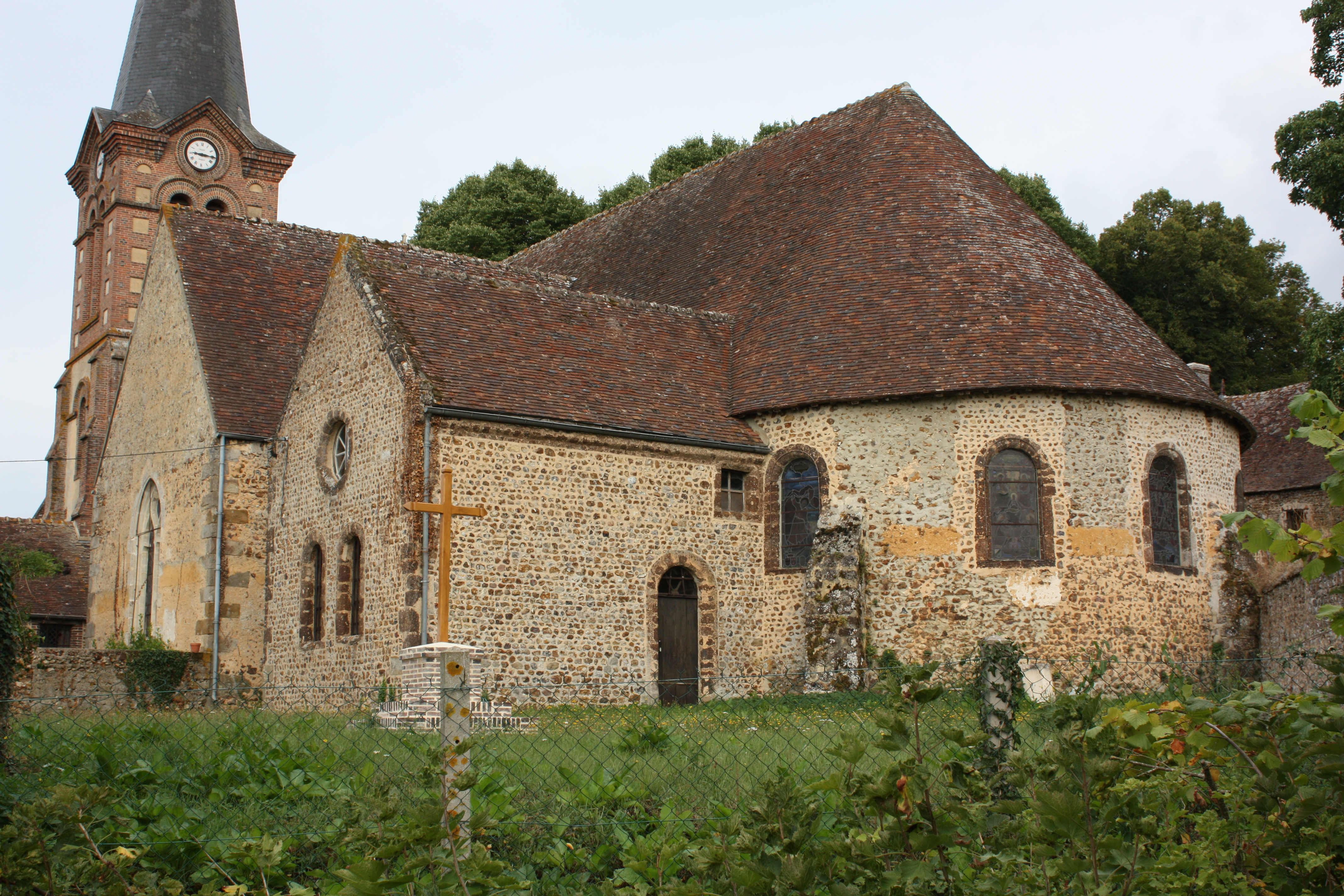
L'église Notre-Dame.

- L'église Notre-Dame de Chennebrun, datant du XIIIe siècle et remaniée à plusieurs reprises notamment par la construction du clocher en 1865, et qui contient notamment[34] : 
  - Une série de 12 vitraux réalisés en 1877 par l'atelier de Duhamel-Marette, peintre-verrier à Evreux. L'un d'eux, représentant saint Raymond de Peñafort, a été offert par le vicomte de Petiteville.
  - Un retable restauré dédié à la Vierge Marie.
  - Le musée des Charitons, qui expose les ornements et objets de cette confrérie religieuse créée en 1493 et active jusque dans les années 1950[35]. L'entrée de ce musée se situe sous le clocher de l'église.

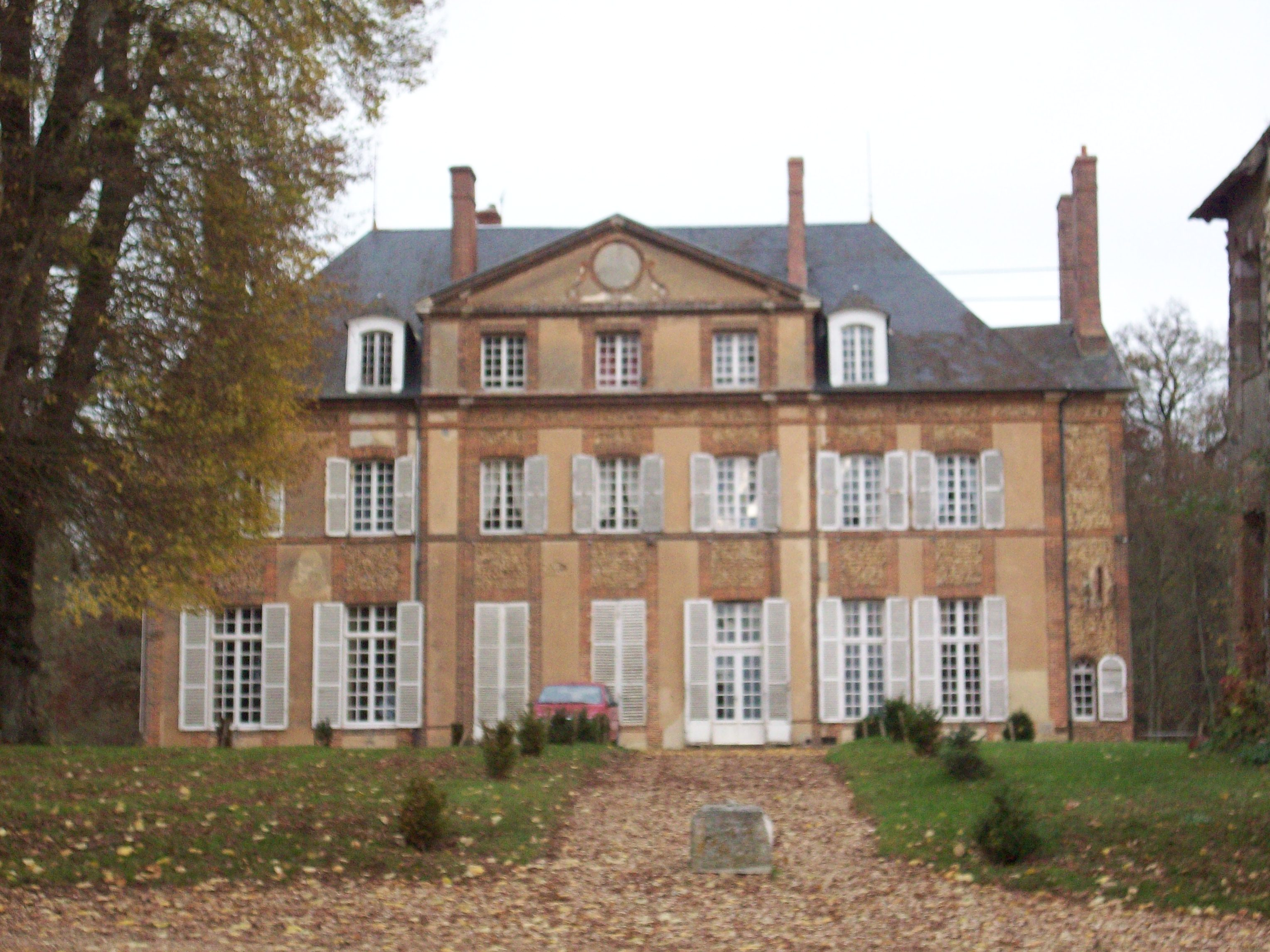
Château reconstruit en 1765.

- Le domaine de Chennebrun : son château du XVIIIe siècle, érigé à l'emplacement d'une place forte stratégique médiévale, son parc de 27 ha entouré de hauts murs, son pigeonnier et les vestiges de son château du Moyen Âge, propriété privée classée monument historique[36].

- L'ancien moulin et les ponts de pierre traversant les bras de l'Avre.
- La place du Marché et son hôtel du XVIIe siècle devenu la mairie du village. Cette maison bourgeoise du XVIIIe siècle était l'ancien relais de poste sous l’Ancien Régime. Elle a été offerte dans les années 1970 à la commune, pour un franc symbolique, par l’ancien maire, le vicomte Jean Giroult des Brosses.
- La fresque extérieure peinte par Juan Carlos Macias, peintre mexicain, et les enfants de l'école primaire. Cette fresque de grand format a été réalisée dans le cadre de la Fête de la Peinture 2008 et reste un témoignage remarquable de la peinture contemporaine. Elle est visible en pénétrant dans l'enceinte de la cour de l'école.
- La mariette, oratoire courant dans la région dédié à la Vierge Marie (route de Saint-Christophe-sur-Avre), fait partie du Circuit des Mariettes du pays d'Avre et d'Iton.
- Le bar-hôtel-restaurant La Croix Blanche

### Héraldique
| Blason de Chennebrun | Blason  | D'azur à un chêne d'or.                                           |
| Blason de Chennebrun | Détails | Armes parlantes. Le statut officiel du blason reste à déterminer. |

## Pour approfondir